# Chapelle Notre-Dame-du-Mont-Carmel de Rulles
Pour les articles homonymes, voir Notre-Dame-du-Mont-Carmel (homonymie).
La chapelle Notre-Dame-du-Mont-Carmel est un édifice religieux catholique classé situé dans le village de Rulles faisant partie de la commune de Habay en province de Luxembourg (Belgique). Construite en 1850 là ou se trouvait l'ancienne église paroissiale, elle se trouve au centre du cimetière. Le site est classé au patrimoine immobilier de Wallonie. 

## Situation
L'édifice est situé sur une hauteur au sud de la Rulles, un affluent de la Semois, et au nord-est du village gaumais de Rulles, au bout de la voie sans issue Au Petit Moulin menant au vieux cimetière qui entoure la chapelle et qui est ceint d'un mur érigé en pierres de schiste à l'origine hexagonal avant extension. La chapelle se dresse au milieu du cimetière.

## Historique et architecture

### Chapelle
La chapelle actuelle a été implantée à l’emplacement de l’ancienne église paroissiale du village, détruite en 1819. Cette chapelle est un édifice néo-classique en schiste enduit de couleur blanche érigé en 1850 comme l'atteste l'inscription : "ND/DU MONT CARMEL/PRIEZ POUR NOUS/1850". Dédiée à Notre-Dame du Mont-Carmel, elle est constituée d'une seule nef de deux travées percée de deux baies en arc en plein cintre de chaque côté et d'une abside semi-circulaire. La façade bardée d'ardoises est percée d'un oculus et est précédée par une petite avancée sous toiture à deux pans comprenant le portail d'entrée axial cintré. Le clocheton est placé en 1851, soit l'année suivant le reste de la construction. La toiture est recouverte d'ardoises.

### Cimetière
Avant son agrandissement, le cimetière était entouré d'un mur en pierre de schiste d'une hauteur d'environ 1,5 m et d'une longueur approximative de 125 mètres et formait un hexagone irrégulier d'une superficie d'environ 1 150 m2. 
Actuellement, le mur toujours érigé en pierre de schiste a été étendu vers le sud. Le côté sud du mur original a été déplacé. L'enceinte mesure aujourd'hui environ 200 mètres, a une superficie d'environ 2 000 m2 et comporte deux entrées : l'ancienne à l'ouest, étroite et entourée de piliers surmontés d'une petite sphère, et la nouvelle, au sud, plus large et grillagée entre deux larges colonnes à base carrée.

## Classement
La chapelle Notre-Dame-du-Mont-Carmel, le mur d'enceinte hexagonal de l'ancien cimetière, l'ensemble des pierres tombales et l'ensemble formé par cette chapelle et les terrains environnants sont repris depuis le 13 novembre 1997 sur la liste du patrimoine immobilier classé de Habay.